# Abr Bakūh
Abr Bakūh (persiska: ابر بكوه, Īrebkū, اَبربَكُّ) är en ort i Iran.   Den ligger i provinsen Ardabil, i den nordvästra delen av landet, 400 km nordväst om huvudstaden Teheran. Abr Bakūh ligger 1 517 meter över havet och antalet invånare är 211.
Terrängen runt Abr Bakūh är kuperad åt sydväst, men åt nordost är den platt. Runt Abr Bakūh är det ganska tätbefolkat, med 139 invånare per kvadratkilometer. Närmaste större samhälle är Yengejeh-ye Mollā Moḩammad Ḩasan, 7,4 km norr om Abr Bakūh. Trakten runt Abr Bakūh består i huvudsak av gräsmarker.